# ホスメット
ホスメット（英: phosmet、略称PMP）は、化学式C11H12NO4PS2で表される有機化合物。

## 用途
アメリカのストウファーケミカル（現アクゾノーベル）が開発し、日本では1963年6月22日に農薬登録を受けた。果樹のアブラムシやハダニ、ミカンのカイガラムシ、稲のニカメイチュウに対する殺虫剤として使用される。

## 安全性
日本の毒物及び劇物取締法では劇物に分類されている。ラットに経口投与した場合の半数致死量（LD50）はラットへの経口投与の場合199.7mg/kg、ウサギへの経皮投与の場合3,160mg/kg。摂取した場合は縮瞳や唾液分泌過多、多量発汗、吐き気、痙攣など有機リン中毒特有の症状が生じる。
イギリスの農学者マークパーディ (Mark_Purdey) は、ウシバエ防除のためにウシに直接散布したホスメットが牛海綿状脳症の原因となった可能性があると指摘した。可燃性であり、加熱や燃焼により硫黄酸化物やリン酸化物を含む有毒ガスを生じる。